# アグネス・フォン・ヴァイプリンゲン
アグネス・フォン・ヴァイプリンゲン（ドイツ語：Agnes von Waiblingen、1072年 - 1143年9月24日）はザーリアー朝の皇族。神聖ローマ皇帝ハインリヒ4世と、サヴォイア伯オッドーネの娘ベルタとの間に生まれた娘。ハインリヒ5世の姉。

## 子女
1089年、シュヴァーベン大公フリードリヒ1世と結婚し、11人の子女をもうけた。
- ハイリツァ（1088年 - 1110年） - エンスドルフ伯フリードリヒ・フォン・レンゲンフェルトと結婚
- ベルタ（1089年 - 1120年） - ラーフェンシュタイン伯アーダルベルト・フォン・エルヒンゲンと結婚、娘リウトガルトはマイセン辺境伯コンラート1世と結婚した。
- フリードリヒ2世（1190年 - 1147年） - 皇帝フリードリヒ1世の父親
- ヒルデガルト
- コンラート3世（1093年 - 1152年） - ローマ王
- ギーゼラ
- ハインリヒ（1102年没）
- ベアトリクス（1098年 - 1130年）
- クニグンデ（1100年 - 1120年/1126年） - バイエルン公ハインリヒ10世と結婚
- リヒルデ - ユーグ・ド・ルーシーと結婚
- ゲルトルート - ライン宮中伯ヘルマン・フォン・シュターレックと結婚

1105年にフリードリヒ1世が死んだあと、アグネスはオーストリア辺境伯レオポルト3世と再婚し、11人の子供をもうけた。
- ハインリヒ2世（1107年 - 1177年）
- レオポルト4世（1108年頃 - 1141年）
- アグネス（1111年 - 1157年） - ポーランド大公ヴワディスワフ2世と結婚、「当代最高の美人の1人」と言われていた
- エルンスト（1137年以後に没）
- ウータ（1154年没） - ルイトポルト・フォン・プラインと結婚
- オットー（1114年頃 - 1158年） - フライジング司教、甥である皇帝フリードリヒ1世の伝記を著す。
- ユディト（1110年代後半/1120年 - 1168年以後） - モンフェッラート侯グリエルモ5世と結婚
- コンラート2世（1120年 - 1168年） - パッサウ司教、ザルツブルク大司教
- ゲルトルート（1120年頃 - 1150年） - ボヘミア王ヴラディスラフ2世と結婚
- エリーザベト（1123年頃 - 1143年） - ヴィンツェンブルク伯ヘルマン2世と結婚
- ベルタ（1124年頃 - 1160年） - レーゲンスブルク城伯ハインリヒ3世と結婚

『クロスターノイブルク年代記』続編によれば、アグネスはこの他7人の子供を持ったが、死産ないし夭折によって亡くしている。